# Конвой GP-55
Конвой GP-55 — морской конвой союзников, отправленный из Сиднея в Брисбен в июне 1943 года во время Второй мировой войны. Он состоял из десяти грузовых кораблей, трех танко-десантных кораблей (LST) и эскорта из пяти корветов. Японская подводная лодка I-174 атаковала конвой 16 июня, потопив транспортное судно «Портмар»  и повредив десантный корабль USS LST-469. Два из корветов контратаковали I-174, но только повредили её.
Австралийские военные провели интенсивный поиск I-174 в течение нескольких дней после нападения, ошибочно полагая, что она была значительно повреждена. Этот поиск не увенчался успехом и выявил неудовлетворительные связи между Королевским военно-морским флотом Австралии (RAN) и Королевскими военно-воздушными силами Австралии (RAAF). Однако другая японская подводная лодка, проходящая через район, могла быть потоплена самолётом RAAF. Из-за ухудшающегося стратегического положения Японии I-174 была последней подводной лодкой Императорского флота Японии, патрулировавшей у восточного побережья Австралии.

## Предыстория
В течение 1942 и 1943 годов японские подводные лодки периодически патрулировали прибрежные воды Австралии. В ночь с 31 мая на 1 июня 1942 года силы сверхмалых подводных лодок атаковали гавань Сиднея, а несколько дней спустя начались нападения на торговые суда вдоль восточного побережья. Эти нападения продолжались до августа 1942 года, когда японские подводные силы были передислоцированы. Японская подводная лодка I-174 в течение 24 дней патрулировала побережье Австралии в июле и августе 1942 года, но не выходила в атаки. В ответ на японские нападения австралийские военно-морские власти приказали всем судам водоизмещением более 1200 тонн и скоростью менее 12 узлов с 8 июня совершать рейсы только в составе конвоев, благодаря чему в течение 1942 года у берегов Австралии не было потеряно ни одного судна из состава конвоев.

## Нападение
16 мая 1943 года I-174 вышла с японской военно-морской базы на островах Трук и прибыла к мысу Сэнди, Квинсленд, 27 мая. В это время она была единственной японской лодкой у берегов Австралии, поскольку все остальные доступные подводные лодки были развернуты для противодействия наступлению союзников на Соломоновых островах. 1 июня I-174 предприняла неудачную торпедную атаку на американское судно Point San Pedro, через три дня вступила в перестрелку с войсковым транспортом армии США Edward Chambers, а 5 июня была отогнана эскортными кораблями конвоя PG-53. 7 июня I-174 совершила четырёхторпедный залп по судну John Bartram типа «Либерти», не добившись попаданий. 13 июня она обнаружила ещё один конвой, расстояние до него было слишком велико для выхода в атаку. В течение этого периода она неоднократно подвергалась нападениям самолётов и военных кораблей союзников, но не получила никаких повреждений.
Конвой GP-55 был собран в середине июня 1943 года для следования по маршруту Сидней-Брисбен. Он состоял из десяти грузовых кораблей и трех танко-десантных кораблей ВМС США (LST) в сопровождении пяти корветов типа «Батерст»: HMAS Warrnambool, HMAS Bundaberg, HMAS Cootamundra, HMAS Deloraine и HMAS Kalgoorlie. 15 июня в 8:45 утра конвой отбыл из Сиднея, двигаясь пятью колоннами: по три корабля в каждой из центральных колонн и по два корабля в крайних. Четыре эскортных корабля шли фронтом перед конвоем, HMAS Deloraine шёл замыкающим. Авиационное прикрытие осуществлялось самолётами RAAF типов Anson и Beaufort. Армейский транспорт «Портмар», сильно повреждённый во время бомбардировки Дарвина 19 февраля 1942 года, с трудом удерживал свое положение в колонне и временами отставал от других кораблей.
16 июня в 16:47 I-174 обнаружила конвой GP-55 примерно в 35 морских милях к востоку от мыса Смоуки. Подводная лодка немедленно начала подготовку к атаке кораблей союзников и легко проникла через корабли охранения. В это время «Портмар» пытался вернуться на своё место в колонне и проходил слева от десантного корабля USS LST-469, что дало подводной лодке возможность осуществить залп по двум целям сразу. Торпеды были выпущены в 17:20, первая через две минуты попала в корму LST-69, что привело к серьёзным повреждениям и гибели 26 человек и 17 раненых. С «Портмара» обнаружили вторую торпеду и безуспешно попытались уклониться от неё, получив попадание в правый борт. Транспорт с грузом бензина и боеприпасов быстро загорелся и затонул в течение десяти минут. Один член команды и один пассажир были убиты, а 71 выживший, включая четырёх раненых, были подняты на борт HMAS Deloraine. Несмотря на потерю рулевого управления, LST-469 остался на плаву и был взят корветом на буксир. Атака I-174 на конвой GP-55 была, вероятно, самой результативной среди японских подводных лодок у побережья Австралии.
Пока HMAS Deloraine спасал экипажи торпедированных судов, остальные четыре корвета пытались найти японскую подводную лодку. I-174 не была обнаружена при приближении к конвою, и после нападения австралийские корветы изменили курс, чтобы провести гидроакустический поиск в районе её предполагаемого местонахождения. Корабли действовали по недавно принятой австралийским флотом тактике, созданной по мотивам битвы за Атлантику. HMAS Warrnambool обнаружил подводную лодку через 23 минуты после атаки, и они с HMAS Kalgoorlie четырежды атаковали I-174 глубинными бомбами в течение двух часов, пока контакт не был потерян. Самолёт типа «Ансон» из эскадрильи № 71 сопровождал конвой во время атаки, но у него было мало топлива и он вернулся на базу вскоре после нападения. Корветы полагали, что I-174 потоплена, но она была лишь слегка повреждена и отошла на восток. Неспособность австралийцев потопить подводную лодку была вызвана отсутствием практики и слишком малым количеством кораблей для создания надёжной схемы поиска.
После прекращения преследования лодки HMAS Warrnambool возвратился к конвою, а HMAS Kalgoorlie помогал HMAS Deloraine в защите повреждённого LST-469. Из-за ухудшившейся погоды буксирный трос между HMAS Deloraine и LST-469 оборвался, и корвет направился в близлежащий город Кофс-Харбор с выжившими с «Портмара» и раненными с LST-469. 16 июня буксир HMAS Reserve был отправлен из Брисбена и отбуксировал LST-469 в Сидней, прибыв туда 20 июня. LST-469 перевозил войска и припасы для операции «Хроника», десантной высадки на островах Вудларк и Киривина 30 июня, и эта операция была затруднена из-за его отсутствия.